# Jessy Mendiola
Jessica Mendiola Tawile, née le 3 décembre 1992 à Dubaï  aux Émirats arabes unis, est une actrice philippine. Elle est surtout connue pour ses rôles dans les séries télévisées Maria Mercedes (en), Maalaala Mo Kaya (en) et Budoy (en). En 2016, elle a été reconnue comme étant la femme la plus sexy des Philippines par le magazine masculin FHM.